# Institut national d'études démographiques
Institut national d'études démographiques (The French Institute for Demographic Studies (inglês), Instituto Nacional Francês para Estudos Demográficos(português)) ou INED é um centro de pesquisas francês especializado em estudos da demografia e da população em geral.